# Гримучий (джерело)
Гримучий (рос. Гремучий родник) — криниця, пам'ятка природи місцевого значення. Знаходиться в Залізничному районі міста Ростова-на-Дону (Російська  Федерація), в західному житловому масиві.

## Опис
Джерело «Гримучий» називають Гримучою криницею, Гримучим ключем або просто Гримучкою, або Святим джерелом Донської ікони Божої Матері. Згідно з легендою «Гримучим» він був названий Петром I, коли той, проїжджаючи повз нього, почув сильний шум вод джерела. Джерело розташоване поблизу храму Преподобного Серафима Саровського. Його чудодійну силу пов'язують з Донською іконою Божої Матері (в народі іменованою «Гримучкою»). За криницею починається залізниця.
Вперше джерело "Гримучий" описав відомий геолог і палеонтолог професор Володимир Володимирович Богачов в геологічному путівнику по ростовських околицях, опублікованому в 1919 році. Раніше дійсно джерело гриміло на всю округу. Воно спадало під величезним напором з досить великої висоти. Шум падаючої води було чути здалеку. 
У 1990 роках джерело "Гримучий" було освячено. Церква встановила тут великий білий хрест. Побудовано тумбу, а воду забрано в труби. Біля джерела спорудили два басейни й сходи, встановили лавочки. Басейни неглибокі. Один — маленький, дитячий, глибиною менше метра. Інший — для дорослих, трохи більше і глибше. Поплавати в них особливо не вийде, але зануритися можна. При виході з басейну вода стікає невеликим красивим водоспадом. Територія біля джерела доглянута, обладнана роздягальнями. Також є невелике паркування.
Вода чиста, прозора і вважається цілющою.
Джерело має потужний напір води й не замерзає взимку. Вода дуже холодна. Її температура цілий рік +10℃. 

## Проїзд
До джерела можна дістатися пішки від проспекту Страйку. Поруч знаходяться залізничні колії. На Привокзальній і Амбулаторній вулицях встановлені вказівники на джерело.

## Галерея

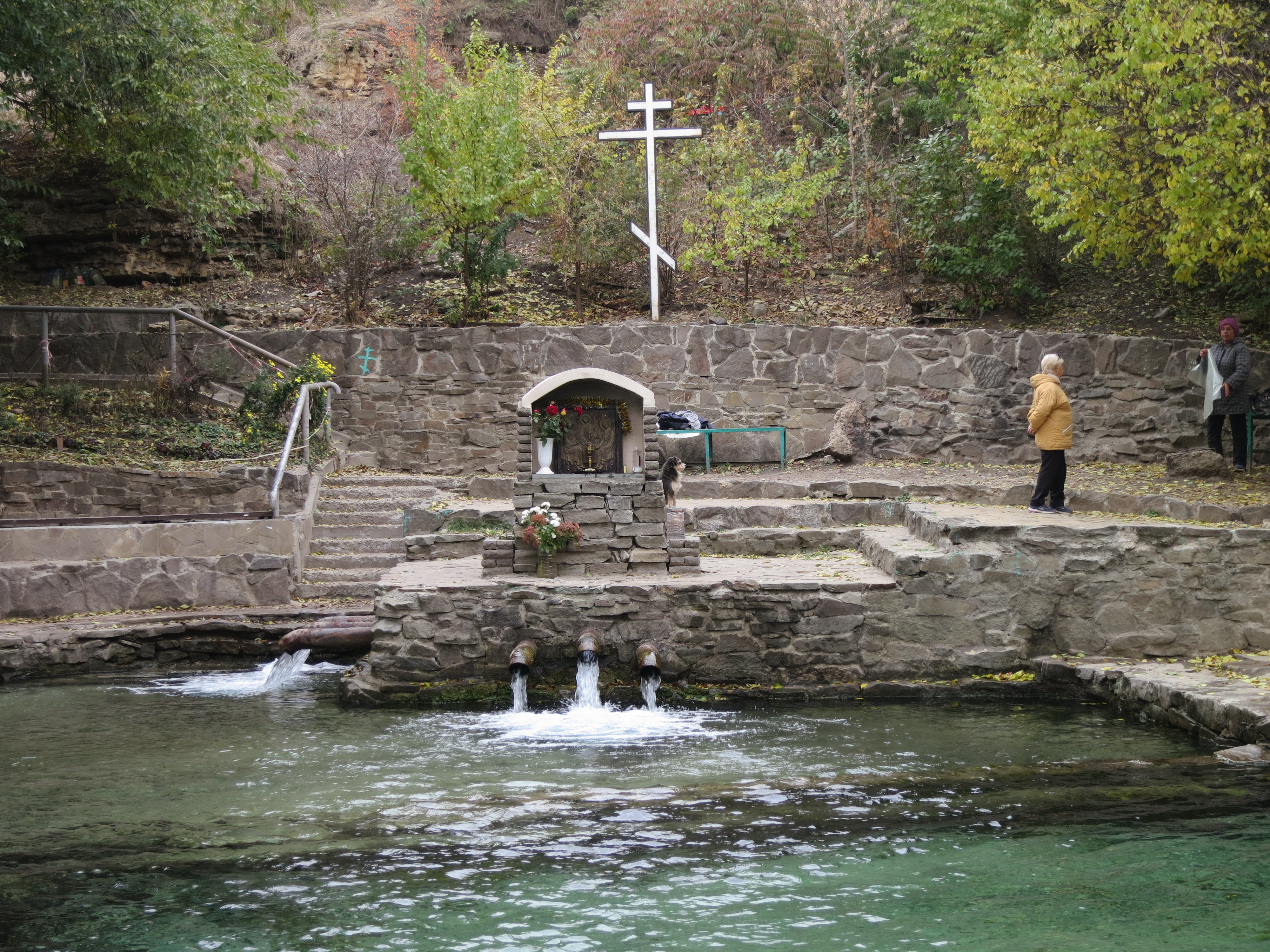
Гримучка - загальний вид
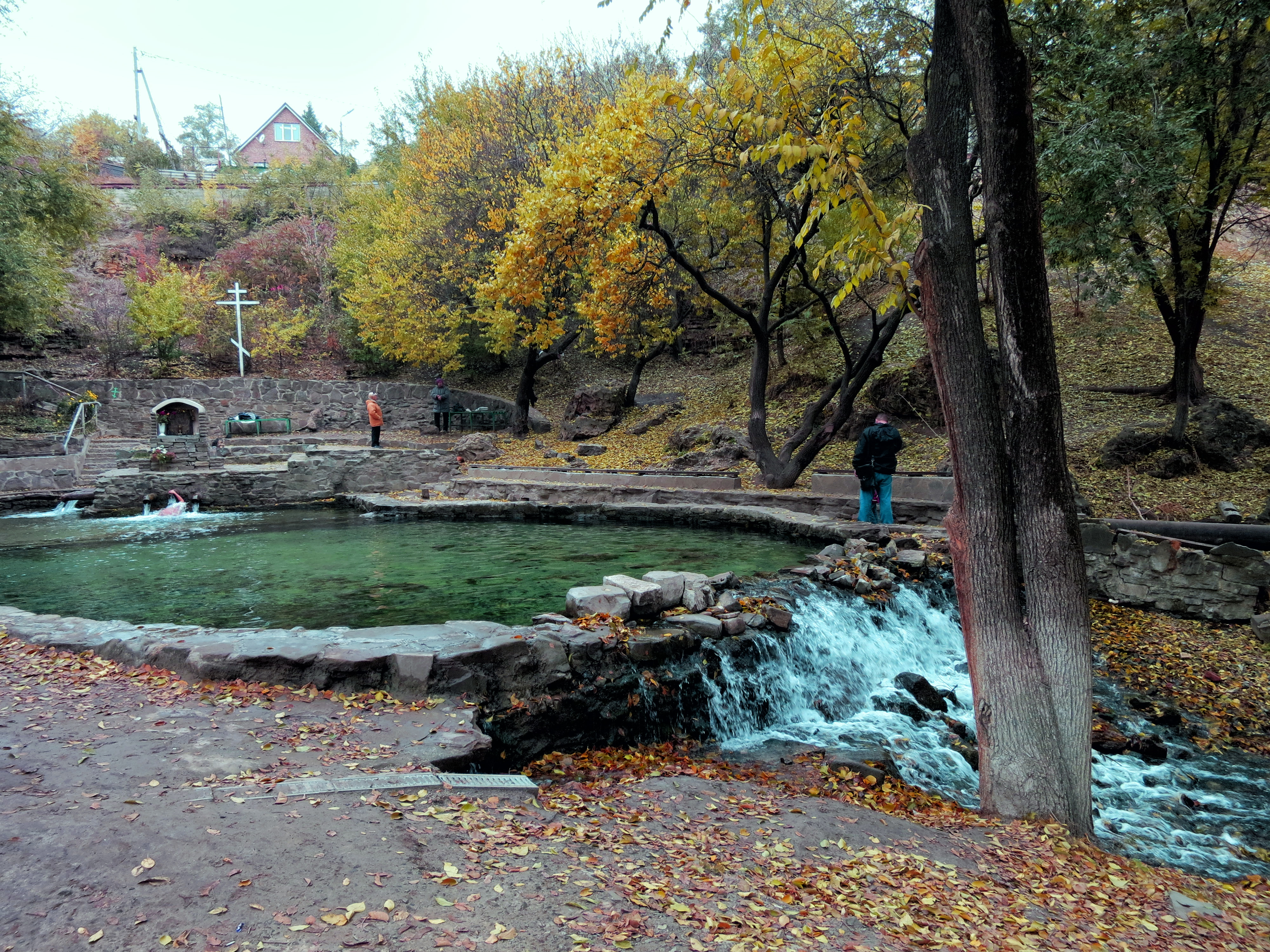
Джерело "Гримучий"
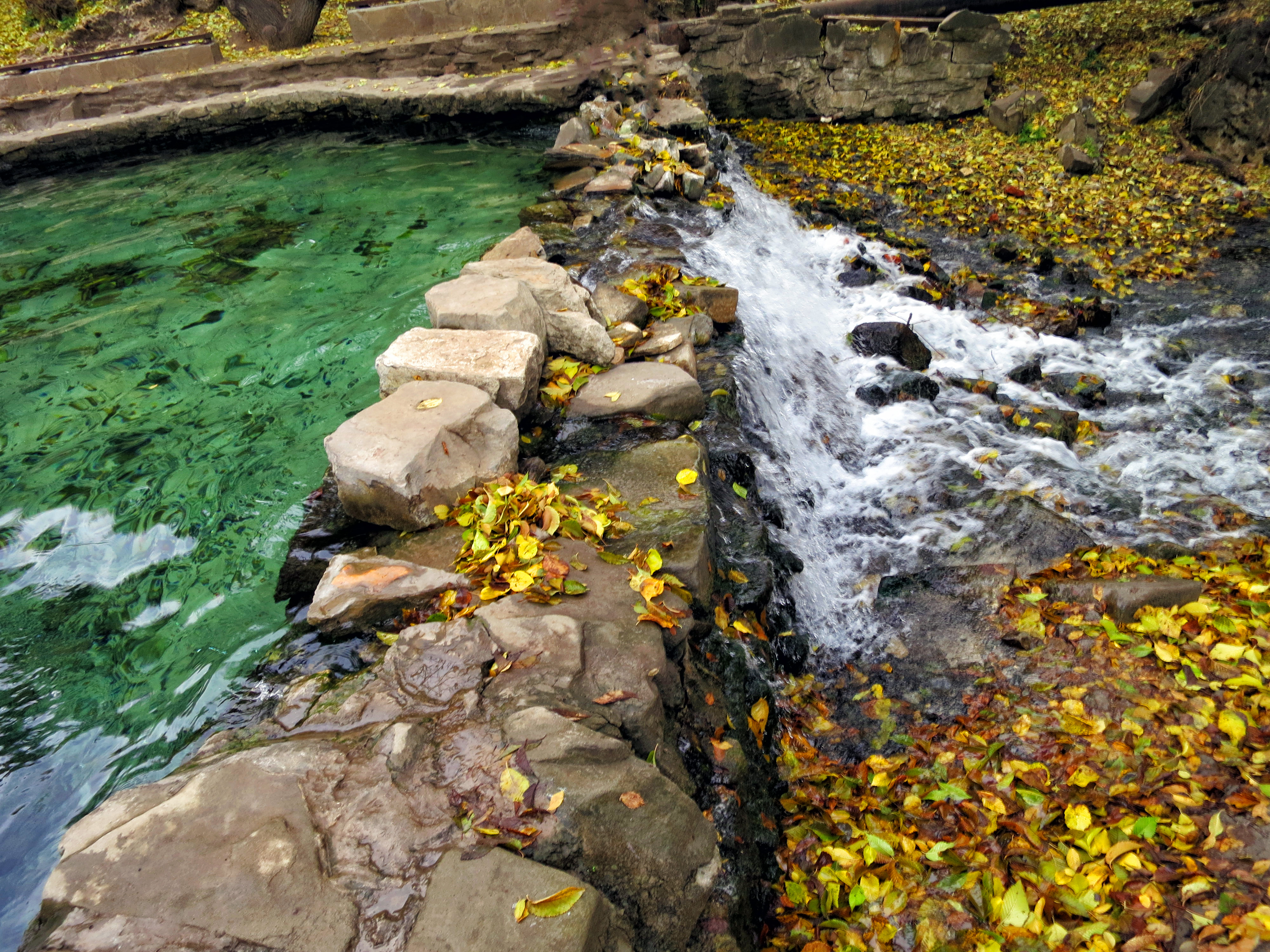
Джерело "Гримучий" (осінь)